# La Retraite de Russie
La Retraite de Russie est une nouvelle de Marcel Aymé, parue dans Les Nouvelles Littéraires en 1930.

## Historique
La Retraite de Russie est une nouvelle de Marcel Aymé, parue dans Les Nouvelles Littéraires le 5 avril 1930, puis dans son premier recueil de nouvelles Le Puits aux images en avril 1932.

## Résumé
« On savait bien qu'entre les Français et les Russes, il y avait eu la guerre - dans l'histoire de France, tout le monde passe son temps à la guerre, si l'on excepte quelques originaux comme Henri III qui jouait au bilboquet ou Louis XV qui faisait du café; on savait même qu'il avait neigé assez fort pendant cette campagne de Russie, mais on n'en tirait pas de conclusion décisive. »

...Sauf pour l'écolier Petit Doré qui sait que le maréchal Ney était rouquin, comme lui.